# ديفيد أرياس بيريز
ديفيد أرياس بيريز (بالإسبانية: David Arias Pérez)‏ هو كاهن كاثوليكي إسباني، ولد في 22 يوليو 1929.